# 班华字典
班华字典（西班牙語：Diccionario Español-Chino, Dialecto de Fu-an (Houc-an)）是一本西班牙语与福安话双语对照的大型辞书，作者为西班牙道明会的伊格纳西奥·伊巴涅斯（Ignacio Ibáñez）神父。全书共1041页，除去词汇，亦记录了大量的例句及谚语。
《班华字典》中收录的福安话并不是一时一地的语言，它涵盖了福安城内与周围乡镇，及部分19世纪以前的成分，反映了早期福安话的面貌。

## 编纂与修订
伊巴涅斯神父为了方便传教，自1882年8月2日开始编纂此书，期间因为教会事务繁忙及身体状况不佳等原因而多次停笔，直至1893年5月11日才得以完成，前后历时近11年。但书稿完成后因故在当时未能出版，其后《班华字典》的原本多次丢失，但最终都失而复得。原本最后经布拉斯·科尔内霍（Blas Cornejo）神父的修订，于1941年至1943年由上海商务印书馆与Don Bosco School一同出版。科尔内霍神父在修订的过程中，得到了福安话韵书《七音字汇》作者郑宜光的诸多帮助，包括核实材料、确定读音与汉字写法等方面。

## 体例
《班华字典》采用西班牙语字母传统排列法排列西班牙语词汇（但没有w开头的单词），在每一词条后用罗马字斜体及汉字写出福安话中该词汇对应的释义。同一词条的同一义项在福安话中有多种近义表达，通常也把这些表达一并列出。同一词条有不同义项的，先列出每一个义项的西班牙语释义，再在释义后注明福安话对应的表达。一些义项的末尾还会有福安话例句或谚语作为例证。
《班华字典》中使用的汉字，大多为方言的本字，但也有本字不明情况下的俗写。有时编者用字前后不一，亦存在编者因不知汉字写法而只写罗马字不写汉字的情况。

## 注音与音系
《班华字典》以西班牙语拼写为基础，使用了一套罗马字方案标注福安话的发音。星号表示该读音为构拟形式。

### 声母
班华字典中共可见17个声母。
| p [*p] 边  | pʼ [*pʰ] 波  | m [*m] 蒙  | b [*w] 文 |
| t [*t] 低  | tʼ [*tʰ] 他  | n [*n] 日  | l [*l] 柳 |
| k [*k] 求  | kʼ [*kʰ] 气  | ng [*ŋ] 语 |           |
| ch [*ʦ] 争 | chʼ [*ʦʰ] 出 | s [*s] 时  |           |
| 无 [*ʔ] 莺 | h [*h] 熹    | y [*j] 如  |           |

书中亦见一个仅出现两次的声母r[*r]，为声母l[*l]在口语中的偶然变化，故不列入表中。

### 韵母
《班华字典》的罗马字系统中出现了102个韵母，但其中有部分韵母重复。

### 声调
《班华字典》的罗马字系统中出现了7个声调，用阿拉伯数字1-7表示，标注在右上角。
| 调号 | 1    | 2     | 3    | 4     | 5      | 6     | 7    |
| 名称 | 上平 | 下平  | 上声 | 下去  | 上去   | 下入  | 上入 |
| 举例 | 花   | 柴    | 守   | 病    | 送     | 末    | 佛   |
| 注音 | huo1 | chʼa2 | siu3 | pang4 | soeng5 | muat6 | hut7 |

### 与现代音系的比较
《班华字典》音系中出现了三个鼻音韵尾[-m][-n][-ŋ]，四个入声韵尾[-p][-t][-k][-ʔ]，但鼻音韵尾内部与入声韵尾内部均出现了混淆现象，体现了韵尾合并的趋势。而现代福安话韵尾合并最终完成，所有鼻音韵尾都被归入[-ŋ]，入声韵尾则归于[-ʔ]。
| 韵类   | 鼻音韵尾  | 入声韵尾  |
| 混淆   | am→an     | ap→ac     |
| 例字   | 男南      | 腊        |
| 罗马字 | nam2/nan2 | lap6/lac6 |

此外《班华字典》还记录了撮口呼的存在，现代福安话撮口呼已经并入齐齿呼。

## 相关书籍
伊巴涅斯神父在编纂《班华字典》时，曾经参考过多种前人所编的福安话辞书:
- 《福安方言-拉丁语》，该词典篇幅超过1000页，为18世纪末道明会的萨拉斯（Salas）主教组织福安本地人编纂。
- 《西班牙语-福安方言字典》，作者不详，伊巴涅斯神父编纂时尚存豪尔赫·埃尔南德斯（Jorge Hernández）主教的抄本。
- 各种神职人员自行编写以供个人使用的的福安话-拉丁语或西班牙语词汇小册子。

上述文献至科尔内霍神父修订《班华字典》时已全部散轶，科尔内霍神父的修订工作参考了“涅托（Nieto）先生的词典”，增加的词汇大约有2000个。

## 拓展阅读
- 福安话
- 安腔八音
- 七音字汇

### 期刊论文
- 秋谷裕幸. . 方言. 2012, (1): 40–66  [2019-05-20]. （原始内容存档于2019-06-10） （中文）.
- 赵峰. . 湖南工程学院学报（社会科学版）. 2013, 23 (2): 29–31  [2019-05-26]. （原始内容存档于2019-06-06） （中文）.
- 袁碧霞. . 现代语文. 2018, (8): 178–183 （中文）.[]

### 学位论文
- 吴姗姗.  (博士论文). 福建师范大学. 2012  [2019-05-20]. （原始内容存档于2019-05-16） （中文）.

### 书籍
- Ignacio Ibáñez. . Blas Cornejo修订. 上海: 商务印书馆. 1941 （西班牙语）.
- 叶太青. . 合肥: 黄山书社. 2014: 413. ISBN 978-7-5461-4482-5 （中文）.